# Вьенне, Жан-Понс-Гийом
Жан-Понс-Гийо́м Вьенне́ (18 ноября 1777, Безье — 10 июля 1868, Ле Валь Сен-Жермен) — французский политик, драматург и поэт. Он также был членом Французской академии и выдающимся масоном.
Его долгая карьера в качестве солдата, политика, драматурга и поэта проходила в политических революциях и литературных войнах, была полна инцидентов и путешествий. У него был талант саморекламы, во времена многих режимов его знали все политические и литературные сановники. Он всё время был настолько не популярен, что однажды сказал о себе: я насчитал до 500 эпиграмм против меня; всех, кто только недавно окончили колледжи, и думают, что присоединились к мыльной опере в которой я должен стать для них первым объектом для насмешек. Его имя было как красная тряпка для быка, для республиканцев и романтиков, но он отомстил всем своим худшим врагам написав о них басни или придумав им едкие эпитеты.

## Биография

### Семья
Он был сыном члена Национального конвента — Жака Жозефа Вьенне, и племянником священника Луи Эсприта Вьенне, который в 40 лет стал викарием церкви Св. Марии в Париже, и который в ранней фазе французской революции, в 1790 году, вёл проповедь о гражданской конституции духовенства.

### Наполеоновские войны
Как отличный студент колледжа в Безье и руководитель клуба ровесников в течение первых лет революции его предназначение виделось по мнению его семьи в карьере в церкви. Тем не менее, в 19 лет, он предпочёл стать вторым лейтенантом в военно-морской артиллерии. Его первая кампания не была счастливой. Направлен он был в Брест, в Лорьян, где 21 апреля 1797 году он ступил на «Геркулес». Этот корабль не успел покинуть гавань, когда он был обнаружен выследившими его двумя британскими крейсерами. После нескольких артиллерийских залпов Геркулес потерял более половины своей боеспособности и Вьенне попал в плен. Затем он провёл семь месяцев в качестве заключённого в тюрьме Плимут и утешал себя написанием стихов и участвуя в театре, который он создал в тюрьме участвуя в постановке собственных пьес, наряду с трагедиями и водевилями того времени. Вернувшись во Францию, в ходе обмена пленными, он возвратился в свой изначальный корпус.
В 1812 году он получил расположение и был приглашён в Париж писать эпитеты, трагедии, комедии и стихи. Некоторые из его эпитетов были вознаграждены в Академии Жё Флоре. Он предпринимал попытки, чтобы его трагедия «Кловис» была постановлена в Комеди Франсе. Но постановка не состоялась, так как он получил приказ вернуться в свой полк и сразу выступить в поход на Саксонию. Он уехал из Парижа в чине капитана в 1813 году в поход на Саксонию. Участвовал в сражении при Лютцене и сражении при Бауцене (в последнем он был награждён лично Наполеоном). В катастрофическом Сражении под Лейпцигом он снова был взят в плен и не вернулся во Францию до реставрации Бурбонов, после чего у него сложилась привязанность к монархии Бурбонов.

### Реставрация Бурбонов
Он стал адъютантом генерала Монтележеье, и самого герцога де Берри. Вьенне не вернулся в имперскую армию во время Стодневной войны и отказался голосовать за Конституции Империи от 1815 года (Дополнительный акт), и тем самым вынужден был уехать в Кайен. По настоянию друга отца Комбарсе, приказ, уже подписанный министром Денисом Декре, был отменён.
После бегства Бурбонов не последовал за герцогом де Берри в Гент, который подвергся критике герцога, несмотря на его отказ вернуться на сторону Наполеона. Оставшись без работы, он вернулся к писательству и стал журналистом, сотрудничал в «Аристархе»,«Парижском журнале» и «Конституционном журнале», пока он не был окончательно принят в королевской корпус в качестве майора благодаря содействия Сен-Сира. Его многочисленные донесения датированы именно тем временем.
17 июля 1820 года он поставил одноактную оперу «Аспазия и Перикл», в Парижской национальной опере. И хотя она предполагалась быть сыграна в 16 представлениях, её постановка не увенчалась успехом несмотря на мастерски написанную музыку, но совершенно неинтересные либретто. Осенью, 1820 года, 19 октября, он наконец имел успех с его трагедией «Кловис» во Французском театре. Он писал и другие пьесы в основном трагедии, которые не были поставлены. Был произведён в Командиры эскадрона в 1823 году, и был понижен в звании в 1827 году, после публикации его «Тряпичного письма», направленного на поддержку свободы прессы. Письмо явилось остроумным знаком протеста против ненавистных и абсурдных законов. Это письмо сделало его более популярным и 21 апреля 1828 года он был избран в Палату депутатов Франции от второго избирательного округа Эро (Безье). Он занял своё место среди французских левых того времени, оказал поддержку парламентской оппозиции, что приведёт к Июльской революции из-за его речей.

### Июльская Монархия

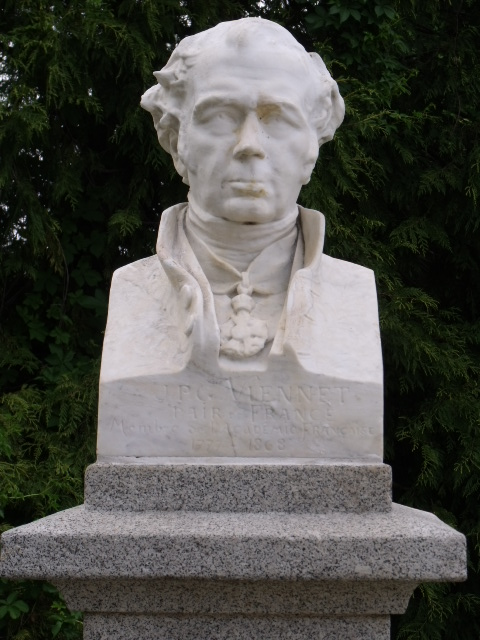
Бюст Жан-Пон-Гийома Вьенне (Безье)

Он голосовал за 221 адрес. Переизбран 23 июня 1830 года с 55 % голосов. Он участвовал в создании Июльской монархии и именно он 31 июля объявил о выдвижении кандидатуры Луи-Филиппа, герцога Орлеанского, как генерал-лейтенанта королевства от народа в Мэрию Парижа 31 июля.
Новый король вернул Вьенне сан Командира батальона. Вновь избран депутатом с 5 июля 1831 года с 65 % голосов. В результате, он сидел в министерском кресле длительное время. Призванный к новому режиму, но имея горящий и нетерпимый дух, он был даже для своей партии «несносным ребёнком» и открыто высказывался в пользу проектов его оппонентов, их надежд и лозунгов. Даже в то время как в палате депутатов он продолжал быть откровенно неистовым, он совершал внезапные и резкие нападения на республиканцев, которых он называл казначеями от контрреволюции, за что также быстро получал от них выражение презрения и свистки. В «Столпотворении» и «Карикатурах» он был подвергнут неоднократным злословию, сарказму и даже клевете.
Французская академия избрала его своим членом — 18 ноября 1830 года, в качестве преемника граф де Сегюра. Академия также предоставила арену для его противоречий, и вместе, он и Пьер Баур-Лормиан, были одними из самых самоуверенных лидеров абсолютного сопротивления любому намёку на Романтизм.
Он был близким другом Луи-Филиппа, который сделал его Пэром Франции 7 ноября 1839 года. С неуёмной энергией, Вьенне продолжал писать свои литературные произведения (романы, оперы, трагедии, комедии, эпитеты и басни) также остро, как звучали его громкие политические речи.
Тем не менее, он не жалел, чтоб пэры относились к нему не как к ровне, а только как депутату. Подобная ненависть к нему продлилась до Февральской революции 1848 года, в которой он потерял своего покровителя Пале Люксембургского. Сатирические журналы не оставляли его в покое ни на минуту, в течение всего 1848 года. Позже он был высоко оценён за то, что очень достойно повёл себя и по человечески во время «переворота 2 декабря».
Редактировал свои собственные записи в «Разговорном словаре», в который внёс много разных изменений; писал до последнего дня, и умер в возрасте 90 лет. Жозеф де Хаусонвель, сменивший его во Французской академии, рассказал панегирик 31 марта 1870 года. Вьенне был похоронен на Кладбище Пер-Лашез в Париже.

### Масонство
В масонстве стал великим командором Верховного совета Франции. Был его надёжной опорой. Занимал должность великого командора с 1860 по 1868 год. Он боролся за сохранение независимости устава, когда Вторая французская империя, злоупотребив своей властью, утверждала, что объединит ДПШУ с Французским уставом, который находился под руководством маршала Бернара Маньяна, и восстановит молодую энергию и популярность Французского устава, которую он потерял после реставрации.

## Работы
Неудачи Вьенне в театре никогда не мешали ему писать, и он продолжал создавать произведения на протяжении всей своей жизни. Приведённый ниже список не включает в себя много работ, отвергнутых Парижской Оперой и другими театрами, где он так ничего не смог поставить.
- Aspasia et Pericles, 1 act opera, music by Joseph Daussoigne-Méhul (nephew and student of Étienne Méh), Paris, Théâtre de l’Académie royale de musique, 17 July 1820 ;
- Clovis, 5 act tragedy, Paris, Théâtre Français, 19 Octoebr 1820 ;
- Promenade philosophique au cimetière du Père-Lachaise[7] (1824) ;
- Le Siège de Damas, 5 canto poem, preceded by a preface on the classicists and the romantics (1825) ;
- Sigismond de Bourgogne, 5 act tragedy, Paris, les Comédiens ordinaires du Roi, 10 September 1825 ;
- Sédim, ou les Nègres, 3 canto poem (1826) ;
- la Tour de Montlhéry, histoire du XIIe siècle, novel (1833, 3 vol.), republished in the collection Romans illustrés;
- Le Château Saint-Ange, novel (1834, 2 vol.) ;
- Les Serments, 3 act verse comedy, Paris, Théâtre Français, 16 February 1839 ;
- Fables (1843) ;
- Michel Brémond[8], 5 act verse drama, Paris, Théâtre de la Porte Saint-Martin, 7 March 1846 ;
- Épîtres et satires, suivies d’un Précis historique sur la satire chez tous les peuples (1847) ;
- La Course à l’héritage, 5 act verse comedy, Paris, second Théâtre-Français (Théâtre de l’Odéon), 29 April 1847 ;
- Les chêne et ses commensaux, fable (1849) ;
- L’0s à ronger (1849) ;
- La Jeune tante, 3 act verse comedy (1854) ;
- Arbogast (general), 5 act tragedy (1859) ;
- Richelieu (drama), 5 act prose drama (1859) ;
- Selma, 1 act verse drama, Paris, Théâtre de l’Odéon, 14 May 1859 ;
- La Franciade, 10 canto poem (1863) ;
- Histoire de la puissance pontificale (1866, 2 vol.), directed against the popes' temporal power ;
- Souvenirs de la vie militaire de Jean Pons Guillaume Viennet, de l’Académie française (1777—1819), prefaced and annotated by MM. Albert Depréaux and Pierre Jourda (1929) ;
- Journal de Viennet, pair de France, témoin de trois règnes, 1817—1848. Foreword and afterword by the duc de La Force (1955).